# Schleicher Ka 6
Lo Schleicher Ka 6 è un aliante monoposto sviluppato dall'azienda tedesca Alexander Schleicher GmbH & Co tra gli anni cinquanta e anni sessanta.
Progettato da Rudolf Kaiser, il Ka 6 nella sua versione originale era realizzato con una struttura in legno e compensato ricoperta di tela. Inizialmente caratterizzato dall'adozione di un impennaggio tradizionale dotato di piani orizzontali composti da stabilizzatore ed equilibratore, dalle versioni -Pe e Ka 6E venne sostituito con un piano completamente mobile.
Il Ka 6E si differenziava inoltre per l'adozione di una fusoliera più aerodinamica dotata di muso in vetroresina e radici alari carenate, cupolino di maggiore lunghezza e diruttori modificati realizzati in alluminio.

## Versioni
Date di approvazione iniziale di aeronavigabilità tra parentesi:
- Ka 6 (30 ottobre 1956)
- Ka 6B e 6BR (27 settembre 1957)
- Ka 6CR (24 febbraio 1959)
- Ka 6B-Pe e 6CR-Pe (20 maggio 1960)
- Ka 6E (29 luglio 1965)